# Primera División de Venezuela 2023
La temporada 2023 de la Primera División de Venezuela —conocida como Liga FUTVE, fue la 67.ª edición de la Primera División de Venezuela desde su creación en 1957. El torneo lo organizó la Liga FUTVE bajo la supervisión de la Federación Venezolana de Fútbol.
Un total de 15 equipos participaron en la competición, 14 provenientes de la temporada anterior y un ascendido de la Segunda División.

## Sistema de juego
La Asamblea General Extraordinaria de la Liga FUTVE aprobó las normas reguladoras de la temporada 2023 y así quedó establecido que el torneo único empezaría el 3 de febrero, con la participación de 15 clubes y un formato revisado debido a la reducción en el número de equipos aprobados.
La temporada 2023, que se extiendió de forma continua hasta la última semana de noviembre, contempló tres instancias de competición: una Fase regular que se jugó con el sistema «todos contra todos» a dos vueltas, en total fueron 30 jornadas; una Fase Final en la que se disputó un cuadrangular para definir la repartición de cupos internacionales; y una Final absoluta, a partido único, con organización de la Liga FUTVE y en la sede del club que quedó en mejor posición al cierre de la fase regular.
Los cuatro primeros equipos de la tabla de clasificación de la fase regular clasificaron a la Copa Libertadores 2024 y disputaron la «Fase Final Libertadores», un cuadrangular a dos vueltas para definir los finalistas de la temporada 2023 y cómo se repartirían los boletos a dicha copa.
Los clubes que se ubicaron del 5.° al 8.° puesto en la clasificación de la fase regular clasificaron a la Copa Sudamericana 2024.
El descenso a la Segunda División fue para el club en la última ubicación en la fase regular tras concluir las 30 jornadas.

## Relevos
Quince equipos compitieron en la liga, los cuales fueron los catorce equipos certificados de la temporada anterior y el ascendido de la Segunda División. Hubo un solo equipo promovido, Angostura Fútbol Club que fue campeón de la temporada 2022 de la Segunda División y le fue aprobada la licencia de clubes para poder participar del torneo de Primera División.
El 12 de diciembre de 2022, se anunció que Zulia Fútbol Club y el Deportivo Rayo Zuliano de Segunda División se fusionarían, ocupando este último el lugar del primero en la liga. El 28 de enero de 2023 se confirmó oficialmente la fusión, con la que el Rayo Zuliano compitió en la máxima categoría por primera vez en esta temporada. Además, dos días después se confirmó que Deportivo Lara no participaría en la temporada, debido a problemas económicos, lo que finalmente redujo el número de equipos participantes a 15.
| Pos. | Descendido de la Primera División 2022 |
| ---- | -------------------------------------- |
| 16.º | Aragua                                 |

| Pos. | Ascendido de la Segunda División 2022 |
| ---- | ------------------------------------- |
| 1.º  | Angostura                             |

| Retirado de la Primera División 2023 |
| ------------------------------------ |
| Deportivo Lara                       |

## Información
| Academia Puerto Cabello                    | Puerto Cabello | Noel Sanvicente       | Complejo Deportivo Socialista | 6000   | Givova      |
| Angostura                                  | Ciudad Bolívar | Osmar Castillo        | Ricardo Tulio Maya            | 2500   | RS          |
| Carabobo                                   | Valencia       | Juan Domingo Tolisano | Polideportivo Misael Delgado  | 10 400 | New Arrival |
| Caracas                                    | Caracas        | Leo González          | Olímpico de la UCV            | 20 900 | RS          |
| Deportivo La Guaira                        | Caracas        | Kike García           | Olímpico de la UCV            | 20 900 | Fila        |
| Deportivo Táchira                          | San Cristóbal  | Eduardo Saragó        | Polideportivo de Pueblo Nuevo | 38 755 | Attle       |
| Estudiantes de Mérida                      | Mérida         | Franklin Lucena       | Metropolitano de Mérida       | 42 200 | New Arrival |
| Hermanos Colmenárez                        | Barinas        | Leonel Vielma         | Agustín Tovar                 | 25 000 | Attle       |
| Metropolitanos                             | Caracas        | José María Morr       | Olímpico de la UCV            | 20 900 | RS          |
| Mineros de Guayana                         | Ciudad Guayana | Jesús Cabello         | CTE Cachamay                  | 41 600 | RS          |
| Monagas                                    | Maturín        | Tony Franco           | Monumental de Maturín         | 51 796 | RS          |
| Portuguesa                                 | Araure         | Jesús Ortiz           | José Antonio Páez             | 14 000 | RS          |
| Rayo Zuliano                               | Maracaibo      | Elvis Martínez        | José Encarnación Romero       | 40 800 | Attle       |
| Universidad Central                        | Caracas        | Daniel Sasso          | Olímpico de la UCV            | 20 900 | RS          |
| Zamora                                     | Barinas        | Enrique Maggiolo      | Agustín Tovar                 | 25 500 | RS          |
| Datos actualizados al 27 de junio de 2023. |                |                       |                               |        |             |

### Cambios de entrenadores
| Equipo                  | Entrenador            | Tipo               | Salida                 | Posición     | Entrenador            | Entrada                  |
| ----------------------- | --------------------- | ------------------ | ---------------------- | ------------ | --------------------- | ------------------------ |
| Rayo Zuliano            | Alex García King      | Cambio de rol      | 2 de octubre de 2022   | Pretemporada | Elvis Martínez        | 29 de septiembre de 2022 |
| Caracas                 | Henry Meléndez        | Fin de interinidad | 21 de octubre de 2022  | Pretemporada | Leo González          | 1 de noviembre de 2022   |
| Carabobo                | Enrique Maggiolo      | Fin de contrato    | 22 de octubre de 2022  | Pretemporada | Juan Domingo Tolisano | 17 de noviembre de 2022  |
| Estudiantes de Mérida   | Leo González          | Renuncia           | 29 de octubre de 2022  | Pretemporada | Alí Cañas             | 27 de enero de 2023      |
| Zamora                  | Noel Sanvicente       | Renuncia           | 31 de octubre de 2022  | Pretemporada | Francesco Stifano     | 5 de enero de 2023       |
| Academia Puerto Cabello | Juan Domingo Tolisano | Mutuo acuerdo      | 1 de noviembre de 2022 | Pretemporada | Noel Sanvicente       | 2 de noviembre de 2022   |
| Deportivo La Guaira     | Daniel Farías         | Fin de contrato    | 9 de noviembre de 2022 | Pretemporada | Kike García           | 20 de noviembre de 2022  |
| Mineros de Guayana      | Elías Emmons          | Fin de interinidad | 27 de enero de 2023    | Pretemporada | Tony Franco           | 27 de enero de 2023      |
| Portuguesa              | Martín Brignani       | Despedido          | 1 de marzo de 2023     | 15.°         | Jesús Ortiz           | 1 de marzo de 2023       |
| Hermanos Colmenárez     | Horacio Matuszyczk    | Despedido          | 25 de marzo de 2023    | 6.°          | Leonel Vielma         | 29 de marzo de 2023      |
| Mineros de Guayana      | Tony Franco           | Mutuo acuerdo      | 13 de abril de 2023    | 14.°         | Jesús Cabello         | 14 de abril de 2023      |
| Universidad Central     | Edson Rodríguez       | Despedido          | 21 de abril de 2023    | 15.°         | Luis de Oliveira      | 21 de abril de 2023      |
| Universidad Central     | Luis de Oliveira      | Fin de interinidad | 4 de mayo de 2023      | 15.°         | Daniel Sasso          | 4 de mayo de 2023        |
| Mineros de Guayana      | Jesús Cabello         | Fin de interinidad | 6 de mayo de 2023      | 15.°         | Jorge Luis Bernal     | 6 de mayo de 2023        |
| Mineros de Guayana      | Jorge Luis Bernal     | Renuncia           | 22 de mayo de 2023     | 15.°         | Jesús Cabello         | 22 de mayo de 2023       |
| Estudiantes de Mérida   | Alí Cañas             | Renuncia           | 30 de mayo de 2023     | 10.°         | Franklin Lucena       | 31 de mayo de 2023       |
| Mineros de Guayana      | Jesús Cabello         | Fin de interinidad | 24 de junio de 2023    | 15.°         | Matías Mazmud         | 24 de junio de 2023      |
| Monagas                 | Jhonny Ferreira       | Cambio de rol      | 10 de julio de 2023    | 10.°         | Tony Franco           | 10 de julio de 2023      |
| Zamora                  | Francesco Stifano     | Renuncia           | 16 de julio de 2023    | 12.°         | Alí Alvarado          | 21 de julio de 2023      |
| Mineros de Guayana      | Matías Mazmud         | Despedido          | 26 de julio de 2023    | 15.°         | Jesús Cabello         | 26 de julio de 2023      |
| Zamora                  | Alí Alvarado          | Fin de interinidad | 1 de agosto de 2023    | 12.°         | Enrique Maggiolo      | 1 de agosto de 2023      |

## Localización
| \| Región \| N.º \| Equipos \| \| ----------------- \| --- \| --------------------------------------------------------------------- \| \| Capital \| 4 \| Caracas, Deportivo La Guaira, Metropolitanos, Universidad Central \| \| Los Andes \| 4 \| Deportivo Táchira, Estudiantes de Mérida, Hermanos Colmenárez, Zamora \| \| Central \| 2 \| Academia Puerto Cabello, Carabobo \| \| Guayana \| 2 \| Angostura, Mineros de Guayana \| \| Centro Occidental \| 1 \| Portuguesa \| \| Nor-Oriental \| 1 \| Monagas \| \| Zuliana \| 1 \| Rayo Zuliano \| | Dep. Táchira Estudiantes (M) Rayo Zuliano Zamora Hermanos Colmenárez Portuguesa Carabobo Puerto Cabello Monagas Mineros (G) Angostura Caracas Equipos en Caracas Caracas Deportivo La Guaira Metropolitanos Universidad Central |                                                                       |
| Región | N.º | Equipos                                                               |
| Capital | 4 | Caracas, Deportivo La Guaira, Metropolitanos, Universidad Central     |
| Los Andes | 4 | Deportivo Táchira, Estudiantes de Mérida, Hermanos Colmenárez, Zamora |
| Central | 2 | Academia Puerto Cabello, Carabobo                                     |
| Guayana | 2 | Angostura, Mineros de Guayana                                         |
| Centro Occidental | 1 | Portuguesa                                                            |
| Nor-Oriental | 1 | Monagas                                                               |
| Zuliana | 1 | Rayo Zuliano                                                          |

## Fase regular

### Clasificación
| Pos. | Equipo                  | Pts. | PJ | G  | E  | P  | GF | GC | Dif. | Clasificación                     |
| ---- | ----------------------- | ---- | -- | -- | -- | -- | -- | -- | ---- | --------------------------------- |
| 1    | Deportivo Táchira       | 64   | 28 | 19 | 7  | 2  | 47 | 17 | +30  | Fase Final y Copa Libertadores    |
| 2    | Academia Puerto Cabello | 60   | 28 | 19 | 3  | 6  | 49 | 19 | +30  | Fase Final y Copa Libertadores    |
| 3    | Portuguesa              | 46   | 28 | 13 | 7  | 8  | 32 | 26 | +6   | Fase Final y Copa Libertadores    |
| 4    | Caracas                 | 45   | 28 | 10 | 15 | 3  | 44 | 27 | +17  | Fase Final y Copa Libertadores    |
| 5    | Carabobo                | 45   | 28 | 11 | 12 | 5  | 35 | 21 | +14  | Primera fase de Copa Sudamericana |
| 6    | Deportivo La Guaira     | 39   | 28 | 9  | 12 | 7  | 37 | 33 | +4   | Primera fase de Copa Sudamericana |
| 7    | Metropolitanos          | 39   | 28 | 11 | 6  | 11 | 37 | 37 | 0    | Primera fase de Copa Sudamericana |
| 8    | Rayo Zuliano            | 36   | 28 | 8  | 12 | 8  | 33 | 39 | −6   | Primera fase de Copa Sudamericana |
| 9    | Estudiantes de Mérida   | 33   | 28 | 9  | 6  | 13 | 39 | 41 | −2   |                                   |
| 10   | Angostura               | 30   | 28 | 8  | 6  | 14 | 32 | 41 | −9   |                                   |
| 11   | Monagas                 | 30   | 28 | 8  | 6  | 14 | 29 | 41 | −12  |                                   |
| 12   | Zamora                  | 30   | 28 | 8  | 6  | 14 | 31 | 50 | −19  |                                   |
| 13   | Universidad Central     | 27   | 28 | 6  | 9  | 13 | 27 | 36 | −9   |                                   |
| 14   | Hermanos Colmenárez     | 24   | 28 | 5  | 9  | 14 | 25 | 37 | −12  |                                   |
| 15   | Mineros de Guayana (D)  | 20   | 28 | 4  | 8  | 16 | 25 | 57 | −32  | Descenso de categoría             |

 Fuente: Soccerway

### Evolución de la clasificación
| Equipo / Fecha          | 01 | 02 | 03 | 04 | 05 | 06 | 07 | 08 | 09 | 10 | 11 | 12 | 13 | 14 | 15 | 16 | 17 | 18 | 19 | 20 | 21 | 22 | 23 | 24 | 25 | 26 | 27 | 28 | 29 | 30 |
| ----------------------- | -- | -- | -- | -- | -- | -- | -- | -- | -- | -- | -- | -- | -- | -- | -- | -- | -- | -- | -- | -- | -- | -- | -- | -- | -- | -- | -- | -- | -- | -- |
| Deportivo Táchira       | 2  | 5  | 3  | 2  | 2  | 3  | 3  | 2  | 2  | 2  | 2  | 3  | 2  | 2  | 2  | 2  | 2  | 2  | 2  | 2  | 2  | 2  | 2  | 2  | 2  | 1  | 1  | 1  | 1  | 1  |
| Academia Puerto Cabello | 1  | 1  | 1  | 1  | 1  | 1  | 1  | 1  | 1  | 1  | 1  | 1  | 1  | 1  | 1  | 1  | 1  | 1  | 1  | 1  | 1  | 1  | 1  | 1  | 1  | 2  | 2  | 2  | 2  | 2  |
| Portuguesa              | 11 | 13 | 14 | 15 | 13 | 13 | 12 | 13 | 11 | 8  | 7  | 4  | 3  | 4  | 6  | 5  | 6  | 6  | 3  | 3  | 3  | 3  | 4  | 5  | 5  | 5  | 5  | 4  | 3  | 3  |
| Caracas                 | 8  | 8  | 8  | 5  | 4  | 5  | 4  | 4  | 3  | 3  | 4  | 2  | 4  | 5  | 4  | 3  | 3  | 3  | 5  | 6  | 5  | 4  | 3  | 3  | 3  | 3  | 3  | 3  | 4  | 4  |
| Carabobo                | 7  | 3  | 5  | 9  | 6  | 6  | 9  | 6  | 8  | 9  | 8  | 6  | 7  | 3  | 3  | 4  | 4  | 4  | 4  | 4  | 4  | 5  | 5  | 4  | 4  | 4  | 4  | 5  | 5  | 5  |
| Deportivo La Guaira     | 9  | 10 | 4  | 6  | 8  | 11 | 5  | 8  | 6  | 4  | 6  | 8  | 6  | 6  | 7  | 7  | 7  | 7  | 7  | 7  | 7  | 7  | 6  | 7  | 6  | 7  | 7  | 7  | 7  | 6  |
| Metropolitanos          | 5  | 11 | 13 | 14 | 15 | 14 | 14 | 10 | 10 | 6  | 9  | 7  | 5  | 7  | 5  | 6  | 5  | 5  | 6  | 5  | 6  | 6  | 7  | 6  | 7  | 6  | 6  | 6  | 6  | 7  |
| Rayo Zuliano            | 15 | 12 | 11 | 11 | 12 | 12 | 10 | 11 | 13 | 13 | 13 | 13 | 13 | 12 | 12 | 13 | 11 | 11 | 10 | 10 | 9  | 10 | 10 | 9  | 9  | 9  | 9  | 9  | 9  | 8  |
| Estudiantes de Mérida   | 14 | 15 | 9  | 10 | 7  | 8  | 8  | 7  | 7  | 10 | 10 | 11 | 10 | 9  | 10 | 8  | 8  | 8  | 8  | 8  | 8  | 8  | 8  | 8  | 8  | 8  | 8  | 8  | 8  | 9  |
| Angostura               | 3  | 2  | 2  | 3  | 5  | 4  | 7  | 5  | 5  | 7  | 5  | 9  | 9  | 10 | 8  | 9  | 9  | 9  | 9  | 9  | 10 | 11 | 11 | 11 | 11 | 11 | 11 | 11 | 11 | 10 |
| Monagas                 | 10 | 4  | 6  | 4  | 3  | 2  | 2  | 3  | 4  | 5  | 3  | 5  | 8  | 8  | 9  | 10 | 10 | 10 | 11 | 11 | 11 | 9  | 9  | 10 | 10 | 10 | 10 | 10 | 10 | 11 |
| Zamora                  | 4  | 7  | 10 | 7  | 9  | 7  | 11 | 12 | 12 | 12 | 12 | 10 | 11 | 13 | 13 | 11 | 12 | 12 | 12 | 12 | 12 | 13 | 14 | 12 | 12 | 12 | 12 | 12 | 12 | 12 |
| Universidad Central     | 6  | 9  | 12 | 13 | 14 | 15 | 15 | 15 | 15 | 15 | 15 | 15 | 14 | 14 | 14 | 14 | 14 | 14 | 14 | 14 | 14 | 12 | 12 | 13 | 14 | 14 | 14 | 14 | 14 | 13 |
| Hermanos Colmenárez     | 13 | 6  | 7  | 8  | 10 | 9  | 6  | 9  | 9  | 11 | 11 | 12 | 12 | 11 | 11 | 12 | 13 | 13 | 13 | 13 | 13 | 14 | 13 | 14 | 13 | 13 | 13 | 13 | 13 | 14 |
| Mineros de Guayana      | 12 | 14 | 15 | 12 | 11 | 10 | 13 | 14 | 14 | 14 | 14 | 14 | 15 | 15 | 15 | 15 | 15 | 15 | 15 | 15 | 15 | 15 | 15 | 15 | 15 | 15 | 15 | 15 | 15 | 15 |

     Equipo libre de la fecha.

### Resultados
- Los horarios corresponden al huso horario de Venezuela (UTC-4).

| Fecha 1                  | Fecha 1   | Fecha 1               | Fecha 1                       | Fecha 1      | Fecha 1 |
| Local                    | Resultado | Visitante             | Estadio                       | Fecha        | Hora    |
| ------------------------ | --------- | --------------------- | ----------------------------- | ------------ | ------- |
| Caracas                  | 0 - 0     | Carabobo              | Olímpico de la UCV            | 3 de febrero | 17:00   |
| Zamora                   | 2 - 0     | Hermanos Colmenárez   | Agustín Tovar                 | 3 de febrero | 19:30   |
| Angostura                | 2 - 0     | Mineros de Guayana    | Ricardo Tulio Maya            | 4 de febrero | 17:00   |
| Deportivo La Guaira      | 0 - 0     | Monagas               | Olímpico de la UCV            | 4 de febrero | 19:30   |
| Metropolitanos           | 1 - 1     | Universidad Central   | Olímpico de la UCV            | 5 de febrero | 15:00   |
| Deportivo Táchira        | 3 - 0     | Estudiantes de Mérida | Polideportivo de Pueblo Nuevo | 5 de febrero | 17:15   |
| Academia Puerto Cabello  | 3 - 0     | Rayo Zuliano          | La Bombonerita                | 5 de febrero | 19:30   |
| Equipo libre: Portuguesa |           |                       |                               |              |         |

| Fecha 2                      | Fecha 2   | Fecha 2                 | Fecha 2                 | Fecha 2       | Fecha 2 |
| Local                        | Resultado | Visitante               | Estadio                 | Fecha         | Hora    |
| ---------------------------- | --------- | ----------------------- | ----------------------- | ------------- | ------- |
| Hermanos Colmenárez          | 3 - 1     | Deportivo Táchira       | Agustín Tovar           | 10 de febrero | 17:00   |
| Universidad Central          | 1 - 1     | Deportivo La Guaira     | Olímpico de la UCV      | 11 de febrero | 15:00   |
| Portuguesa                   | 0 - 2     | Angostura               | José Antonio Páez       | 11 de febrero | 17:15   |
| Monagas                      | 3 - 1     | Mineros de Guayana      | Monumental de Maturín   | 11 de febrero | 19:30   |
| Estudiantes de Mérida        | 1 - 3     | Academia Puerto Cabello | Metropolitano de Mérida | 12 de febrero | 15:00   |
| Caracas                      | 3 - 3     | Rayo Zuliano            | Olímpico de la UCV      | 12 de febrero | 17:15   |
| Carabobo                     | 3 - 0     | Zamora                  | Misael Delgado          | 12 de febrero | 19:30   |
| Equipo libre: Metropolitanos |           |                         |                         |               |         |

| Fecha 3                 | Fecha 3   | Fecha 3               | Fecha 3                       | Fecha 3       | Fecha 3 |
| Local                   | Resultado | Visitante             | Estadio                       | Fecha         | Hora    |
| ----------------------- | --------- | --------------------- | ----------------------------- | ------------- | ------- |
| Academia Puerto Cabello | 4 - 0     | Universidad Central   | La Bombonerita                | 17 de febrero | 19:30   |
| Deportivo La Guaira     | 2 - 0     | Metropolitanos        | Olímpico de la UCV            | 18 de febrero | 15:00   |
| Deportivo Táchira       | 1 - 0     | Monagas               | Polideportivo de Pueblo Nuevo | 18 de febrero | 17:15   |
| Angostura               | 1 - 1     | Rayo Zuliano          | Ricardo Tulio Maya            | 18 de febrero | 19:30   |
| Caracas                 | 2 - 2     | Hermanos Colmenárez   | Olímpico de la UCV            | 19 de febrero | 15:00   |
| Mineros de Guayana      | 0 - 0     | Portuguesa            | CTE Cachamay                  | 19 de febrero | 17:15   |
| Zamora                  | 1 - 5     | Estudiantes de Mérida | Agustín Tovar                 | 19 de febrero | 19:30   |
| Equipo libre: Carabobo  |           |                       |                               |               |         |

| Fecha 4                             | Fecha 4   | Fecha 4                 | Fecha 4                 | Fecha 4       | Fecha 4 |
| Local                               | Resultado | Visitante               | Estadio                 | Fecha         | Hora    |
| ----------------------------------- | --------- | ----------------------- | ----------------------- | ------------- | ------- |
| Hermanos Colmenárez                 | 0 - 0     | Deportivo La Guaira     | Agustín Tovar           | 24 de febrero | 17:00   |
| Monagas                             | 1 - 0     | Angostura               | Monumental de Maturín   | 24 de febrero | 19:30   |
| Metropolitanos                      | 1 - 2     | Zamora                  | Olímpico de la UCV      | 25 de febrero | 17:00   |
| Carabobo                            | 1 - 3     | Deportivo Táchira       | Misael Delgado          | 25 de febrero | 19:30   |
| Universidad Central                 | 0 - 2     | Caracas                 | Olímpico de la UCV      | 26 de febrero | 15:00   |
| Rayo Zuliano                        | 4 - 4     | Mineros de Guayana      | José Encarnación Romero | 26 de febrero | 17:15   |
| Portuguesa                          | 0 - 2     | Academia Puerto Cabello | José Antonio Páez       | 26 de febrero | 19:30   |
| Equipo libre: Estudiantes de Mérida |           |                         |                         |               |         |

| Fecha 5                 | Fecha 5   | Fecha 5               | Fecha 5                       | Fecha 5    | Fecha 5 |
| Local                   | Resultado | Visitante             | Estadio                       | Fecha      | Hora    |
| ----------------------- | --------- | --------------------- | ----------------------------- | ---------- | ------- |
| Caracas                 | 1 - 1     | Portuguesa            | Olímpico de la UCV            | 3 de marzo | 15:00   |
| Mineros de Guayana      | 2 - 0     | Universidad Central   | CTE Cachamay                  | 3 de marzo | 17:15   |
| Academia Puerto Cabello | 1 - 0     | Metropolitanos        | La Bombonerita                | 3 de marzo | 19:30   |
| Deportivo La Guaira     | 1 - 3     | Estudiantes de Mérida | Olímpico de la UCV            | 4 de marzo | 15:00   |
| Monagas                 | 2 - 1     | Hermanos Colmenárez   | Monumental de Maturín         | 4 de marzo | 17:15   |
| Deportivo Táchira       | 5 - 0     | Rayo Zuliano          | Polideportivo de Pueblo Nuevo | 4 de marzo | 19:30   |
| Angostura               | 0 - 1     | Carabobo              | Ricardo Tulio Maya            | 5 de marzo | 17:00   |
| Equipo libre: Zamora    |           |                       |                               |            |         |

| Fecha 6               | Fecha 6   | Fecha 6                 | Fecha 6                 | Fecha 6     | Fecha 6 |
| Local                 | Resultado | Visitante               | Estadio                 | Fecha       | Hora    |
| --------------------- | --------- | ----------------------- | ----------------------- | ----------- | ------- |
| Portuguesa            | 2 - 0     | Deportivo La Guaira     | José Antonio Páez       | 10 de marzo | 19:00   |
| Estudiantes de Mérida | 1 - 2     | Rayo Zuliano            | Metropolitano de Mérida | 11 de marzo | 15:00   |
| Zamora                | 1 - 1     | Mineros de Guayana      | Agustín Tovar           | 11 de marzo | 17:15   |
| Metropolitanos        | 2 - 0     | Deportivo Táchira       | Olímpico de la UCV      | 11 de marzo | 19:30   |
| Universidad Central   | 0 - 2     | Monagas                 | Olímpico de la UCV      | 12 de marzo | 15:00   |
| Hermanos Colmenárez   | 2 - 2     | Angostura               | Agustín Tovar           | 12 de marzo | 17:15   |
| Carabobo              | 0 - 2     | Academia Puerto Cabello | Misael Delgado          | 12 de marzo | 19:30   |
| Equipo libre: Caracas |           |                         |                         |             |         |

| Fecha 7                 | Fecha 7   | Fecha 7                 | Fecha 7                       | Fecha 7     | Fecha 7 |
| Local                   | Resultado | Visitante               | Estadio                       | Fecha       | Hora    |
| ----------------------- | --------- | ----------------------- | ----------------------------- | ----------- | ------- |
| Mineros de Guayana      | 0 - 3     | Academia Puerto Cabello | CTE Cachamay                  | 17 de marzo | 17:00   |
| Hermanos Colmenárez     | 2 - 1     | Carabobo                | Agustín Tovar                 | 17 de marzo | 19:30   |
| Deportivo La Guaira     | 3 - 0     | Zamora                  | Olímpico de la UCV            | 18 de marzo | 17:00   |
| Monagas                 | 1 - 1     | Estudiantes de Mérida   | Monumental de Maturín         | 18 de marzo | 19:30   |
| Deportivo Táchira       | 1 - 1     | Universidad Central     | Polideportivo de Pueblo Nuevo | 19 de marzo | 15:00   |
| Rayo Zuliano            | 1 - 1     | Portuguesa              | José Encarnación Romero       | 19 de marzo | 17:15   |
| Caracas                 | 2 - 0     | Metropolitanos          | Olímpico de la UCV            | 19 de marzo | 19:30   |
| Equipo libre: Angostura |           |                         |                               |             |         |

| Fecha 8                          | Fecha 8   | Fecha 8             | Fecha 8                 | Fecha 8     | Fecha 8 |
| Local                            | Resultado | Visitante           | Estadio                 | Fecha       | Hora    |
| -------------------------------- | --------- | ------------------- | ----------------------- | ----------- | ------- |
| Estudiantes de Mérida            | 1 - 0     | Hermanos Colmenárez | Metropolitano de Mérida | 31 de marzo | 15:00   |
| Metropolitanos                   | 2 - 1     | Rayo Zuliano        | Olímpico de la UCV      | 31 de marzo | 17:15   |
| Carabobo                         | 3 - 0     | Monagas             | Misael Delgado          | 31 de marzo | 19:30   |
| Portuguesa                       | 0 - 1     | Deportivo Táchira   | José Antonio Páez       | 1 de abril  | 17:00   |
| Academia Puerto Cabello          | 1 - 0     | Deportivo La Guaira | La Bombonerita          | 1 de abril  | 19:30   |
| Universidad Central              | 1 - 2     | Angostura           | Olímpico de la UCV      | 2 de abril  | 17:00   |
| Zamora                           | 1 - 2     | Caracas             | Agustín Tovar           | 2 de abril  | 19:30   |
| Equipo libre: Mineros de Guayana |           |                     |                         |             |         |

| Fecha 9                    | Fecha 9   | Fecha 9                 | Fecha 9                       | Fecha 9    | Fecha 9 |
| Local                      | Resultado | Visitante               | Estadio                       | Fecha      | Hora    |
| -------------------------- | --------- | ----------------------- | ----------------------------- | ---------- | ------- |
| Hermanos Colmenárez        | 1 - 1     | Universidad Central     | Agustín Tovar                 | 7 de abril | 17:00   |
| Metropolitanos             | 1 - 0     | Carabobo                | Olímpico de la UCV            | 8 de abril | 16:00   |
| Deportivo Táchira          | 1 - 1     | Zamora                  | Polideportivo de Pueblo Nuevo | 8 de abril | 18:15   |
| Mineros de Guayana         | 0 - 2     | Deportivo La Guaira     | CTE Cachamay                  | 8 de abril | 20:30   |
| Caracas                    | 2 - 2     | Estudiantes de Mérida   | Olímpico de la UCV            | 9 de abril | 15:00   |
| Angostura                  | 2 - 2     | Academia Puerto Cabello | Ricardo Tulio Maya            | 9 de abril | 17:15   |
| Monagas                    | 1 - 2     | Portuguesa              | Monumental de Maturín         | 9 de abril | 20:00   |
| Equipo libre: Rayo Zuliano |           |                         |                               |            |         |

| Fecha 10                        | Fecha 10  | Fecha 10            | Fecha 10                | Fecha 10    | Fecha 10 |
| Local                           | Resultado | Visitante           | Estadio                 | Fecha       | Hora     |
| ------------------------------- | --------- | ------------------- | ----------------------- | ----------- | -------- |
| Estudiantes de Mérida           | 0 - 2     | Metropolitanos      | Metropolitano de Mérida | 14 de abril | 15:30    |
| Zamora                          | 1 - 1     | Monagas             | Agustín Tovar           | 14 de abril | 18:00    |
| Academia Puerto Cabello         | 1 - 0     | Hermanos Colmenárez | La Bombonerita          | 14 de abril | 20:15    |
| Deportivo La Guaira             | 1 - 0     | Angostura           | Olímpico de la UCV      | 15 de abril | 17:00    |
| Carabobo                        | 0 - 0     | Rayo Zuliano        | Misael Delgado          | 15 de abril | 19:15    |
| Caracas                         | 1 - 1     | Mineros de Guayana  | Olímpico de la UCV      | 16 de abril | 16:00    |
| Portuguesa                      | 2 - 0     | Universidad Central | José Antonio Páez       | 16 de abril | 18:15    |
| Equipo libre: Deportivo Táchira |           |                     |                         |             |          |

| Fecha 11                          | Fecha 11  | Fecha 11                | Fecha 11                      | Fecha 11    | Fecha 11 |
| Local                             | Resultado | Visitante               | Estadio                       | Fecha       | Hora     |
| --------------------------------- | --------- | ----------------------- | ----------------------------- | ----------- | -------- |
| Rayo Zuliano                      | 1 - 1     | Zamora                  | José Encarnación Romero       | 21 de abril | 17:00    |
| Universidad Central               | 3 - 2     | Estudiantes de Mérida   | Olímpico de la UCV            | 22 de abril | 16:00    |
| Mineros de Guayana                | 0 - 1     | Carabobo                | CTE Cachamay                  | 22 de abril | 18:15    |
| Hermanos Colmenárez               | 0 - 2     | Portuguesa              | Agustín Tovar                 | 22 de abril | 20:30    |
| Deportivo Táchira                 | 1 - 1     | Caracas                 | Polideportivo de Pueblo Nuevo | 23 de abril | 16:00    |
| Angostura                         | 3 - 2     | Metropolitanos          | Ricardo Tulio Maya            | 23 de abril | 18:15    |
| Monagas                           | 3 - 2     | Academia Puerto Cabello | Monumental de Maturín         | 23 de abril | 20:30    |
| Equipo libre: Deportivo La Guaira |           |                         |                               |             |          |

| Fecha 12                | Fecha 12  | Fecha 12            | Fecha 12                | Fecha 12    | Fecha 12 |
| Local                   | Resultado | Visitante           | Estadio                 | Fecha       | Hora     |
| ----------------------- | --------- | ------------------- | ----------------------- | ----------- | -------- |
| Metropolitanos          | 3 - 0     | Mineros de Guayana  | Olímpico de la UCV      | 28 de abril | 18:40    |
| Academia Puerto Cabello | 0 - 0     | Deportivo Táchira   | La Bombonerita          | 28 de abril | 20:45    |
| Rayo Zuliano            | 1 - 1     | Hermanos Colmenárez | José Encarnación Romero | 29 de abril | 16:00    |
| Carabobo                | 3 - 2     | Deportivo La Guaira | Misael Delgado          | 29 de abril | 18:15    |
| Estudiantes de Mérida   | 0 - 1     | Portuguesa          | Guillermo Soto Rosa     | 30 de abril | 11:00    |
| Caracas                 | 4 - 1     | Angostura           | Olímpico de la UCV      | 30 de abril | 16:00    |
| Zamora                  | 1 - 0     | Universidad Central | Agustín Tovar           | 30 de abril | 18:15    |
| Equipo libre: Monagas   |           |                     |                         |             |          |

| Fecha 13                          | Fecha 13  | Fecha 13              | Fecha 13              | Fecha 13  | Fecha 13 |
| Local                             | Resultado | Visitante             | Estadio               | Fecha     | Hora     |
| --------------------------------- | --------- | --------------------- | --------------------- | --------- | -------- |
| Universidad Central               | 0 - 0     | Carabobo              | Olímpico de la UCV    | 5 de mayo | 17:00    |
| Portuguesa                        | 2 - 1     | Zamora                | José Antonio Páez     | 5 de mayo | 19:15    |
| Deportivo La Guaira               | 5 - 3     | Rayo Zuliano          | Olímpico de la UCV    | 6 de mayo | 17:00    |
| Mineros de Guayana                | 0 - 4     | Deportivo Táchira     | CTE Cachamay          | 6 de mayo | 19:15    |
| Angostura                         | 2 - 3     | Estudiantes de Mérida | Ricardo Tulio Maya    | 7 de mayo | 16:00    |
| Monagas                           | 0 - 2     | Metropolitanos        | Monumental de Maturín | 7 de mayo | 18:15    |
| Academia Puerto Cabello           | 2 - 1     | Caracas               | La Bombonerita        | 7 de mayo | 20:30    |
| Equipo libre: Hermanos Colmenárez |           |                       |                       |           |          |

| Fecha 14                          | Fecha 14  | Fecha 14                | Fecha 14                      | Fecha 14   | Fecha 14 |
| Local                             | Resultado | Visitante               | Estadio                       | Fecha      | Hora     |
| --------------------------------- | --------- | ----------------------- | ----------------------------- | ---------- | -------- |
| Carabobo                          | 1 - 0     | Portuguesa              | Misael Delgado                | 12 de mayo | 16:00    |
| Metropolitanos                    | 2 - 3     | Hermanos Colmenárez     | Olímpico de la UCV            | 12 de mayo | 18:15    |
| Zamora                            | 1 - 3     | Academia Puerto Cabello | Agustín Tovar                 | 12 de mayo | 20:30    |
| Rayo Zuliano                      | 1 - 0     | Monagas                 | José Encarnación Romero       | 13 de mayo | 16:00    |
| Deportivo Táchira                 | 1 - 0     | Angostura               | Polideportivo de Pueblo Nuevo | 13 de mayo | 18:15    |
| Caracas                           | 1 - 1     | Deportivo La Guaira     | Olímpico de la UCV            | 13 de mayo | 20:30    |
| Estudiantes de Mérida             | 3 - 1     | Mineros de Guayana      | Metropolitano de Mérida       | 14 de mayo | 11:30    |
| Equipo libre: Universidad Central |           |                         |                               |            |          |

| Fecha 15                              | Fecha 15  | Fecha 15              | Fecha 15              | Fecha 15   | Fecha 15 |
| Local                                 | Resultado | Visitante             | Estadio               | Fecha      | Hora     |
| ------------------------------------- | --------- | --------------------- | --------------------- | ---------- | -------- |
| Universidad Central                   | 2 - 0     | Rayo Zuliano          | Olímpico de la UCV    | 19 de mayo | 17:00    |
| Angostura                             | 2 - 1     | Zamora                | Ricardo Tulio Maya    | 19 de mayo | 19:15    |
| Deportivo La Guaira                   | 0 - 0     | Deportivo Táchira     | Olímpico de la UCV    | 20 de mayo | 16:00    |
| Monagas                               | 0 - 2     | Caracas               | Monumental de Maturín | 20 de mayo | 18:15    |
| Portuguesa                            | 0 - 1     | Metropolitanos        | José Antonio Páez     | 20 de mayo | 20:30    |
| Carabobo                              | 2 - 0     | Estudiantes de Mérida | Misael Delgado        | 21 de mayo | 16:00    |
| Mineros de Guayana                    | 2 - 2     | Hermanos Colmenárez   | CTE Cachamay          | 21 de mayo | 18:15    |
| Equipo libre: Academia Puerto Cabello |           |                       |                       |            |          |

| Fecha 16                              | Fecha 16  | Fecha 16            | Fecha 16                      | Fecha 16    | Fecha 16 |
| Local                                 | Resultado | Visitante           | Estadio                       | Fecha       | Hora     |
| ------------------------------------- | --------- | ------------------- | ----------------------------- | ----------- | -------- |
| Estudiantes de Mérida                 | 1 - 1     | Carabobo            | Metropolitano de Mérida       | 22 de junio | 15:00    |
| Metropolitanos                        | 0 - 1     | Portuguesa          | Olímpico de la UCV            | 23 de junio | 18:15    |
| Hermanos Colmenárez                   | 1 - 2     | Mineros de Guayana  | Agustín Tovar                 | 23 de junio | 20:30    |
| Rayo Zuliano                          | 0 - 0     | Universidad Central | José Encarnación Romero       | 24 de junio | 16:00    |
| Caracas                               | 2 - 0     | Monagas             | Olímpico de la UCV            | 24 de junio | 18:15    |
| Zamora                                | 3 - 2     | Angostura           | Agustín Tovar                 | 24 de junio | 20:30    |
| Deportivo Táchira                     | 2 - 0     | Deportivo La Guaira | Polideportivo de Pueblo Nuevo | 25 de junio | 16:00    |
| Equipo libre: Academia Puerto Cabello |           |                     |                               |             |          |

| Fecha 17                          | Fecha 17  | Fecha 17              | Fecha 17              | Fecha 17    | Fecha 17 |
| Local                             | Resultado | Visitante             | Estadio               | Fecha       | Hora     |
| --------------------------------- | --------- | --------------------- | --------------------- | ----------- | -------- |
| Portuguesa                        | 1 - 1     | Carabobo              | José Antonio Páez     | 30 de junio | 18:00    |
| Angostura                         | 0 - 1     | Deportivo Táchira     | Ricardo Tulio Maya    | 30 de junio | 20:15    |
| Academia Puerto Cabello           | 2 - 0     | Zamora                | La Bombonerita        | 1 de julio  | 18:15    |
| Mineros de Guayana                | 1 - 1     | Estudiantes de Mérida | CTE Cachamay          | 1 de julio  | 20:30    |
| Deportivo La Guaira               | 2 - 1     | Caracas               | Olímpico de la UCV    | 2 de julio  | 16:00    |
| Monagas                           | 1 - 3     | Rayo Zuliano          | Monumental de Maturín | 2 de julio  | 18:15    |
| Hermanos Colmenárez               | 0 - 1     | Metropolitanos        | Agustín Tovar         | 2 de julio  | 20:30    |
| Equipo libre: Universidad Central |           |                       |                       |             |          |

| Fecha 18                          | Fecha 18  | Fecha 18                | Fecha 18                      | Fecha 18   | Fecha 18 |
| Local                             | Resultado | Visitante               | Estadio                       | Fecha      | Hora     |
| --------------------------------- | --------- | ----------------------- | ----------------------------- | ---------- | -------- |
| Estudiantes de Mérida             | 5 - 0     | Angostura               | Metropolitano de Mérida       | 6 de julio | 18:00    |
| Carabobo                          | 2 - 1     | Universidad Central     | Misael Delgado                | 7 de julio | 16:00    |
| Rayo Zuliano                      | 0 - 1     | Deportivo La Guaira     | José Encarnación Romero       | 8 de julio | 16:00    |
| Deportivo Táchira                 | 4 - 1     | Mineros de Guayana      | Polideportivo de Pueblo Nuevo | 8 de julio | 18:15    |
| Metropolitanos                    | 3 - 2     | Monagas                 | Olímpico de la UCV            | 8 de julio | 20:30    |
| Caracas                           | 2 - 1     | Academia Puerto Cabello | Olímpico de la UCV            | 9 de julio | 18:00    |
| Zamora                            | 1 - 2     | Portuguesa              | Agustín Tovar                 | 9 de julio | 20:15    |
| Equipo libre: Hermanos Colmenárez |           |                         |                               |            |          |

| Fecha 19              | Fecha 19  | Fecha 19                | Fecha 19                      | Fecha 19    | Fecha 19 |
| Local                 | Resultado | Visitante               | Estadio                       | Fecha       | Hora     |
| --------------------- | --------- | ----------------------- | ----------------------------- | ----------- | -------- |
| Hermanos Colmenárez   | 1 - 3     | Rayo Zuliano            | Agustín Tovar                 | 14 de julio | 18:00    |
| Universidad Central   | 5 - 0     | Zamora                  | Olímpico de la UCV            | 14 de julio | 20:15    |
| Angostura             | 2 - 0     | Caracas                 | Ricardo Tulio Maya            | 15 de julio | 17:00    |
| Deportivo La Guaira   | 1 - 1     | Carabobo                | Olímpico de la UCV            | 15 de julio | 19:15    |
| Deportivo Táchira     | 1 - 0     | Academia Puerto Cabello | Polideportivo de Pueblo Nuevo | 16 de julio | 16:00    |
| Portuguesa            | 2 - 0     | Estudiantes de Mérida   | José Antonio Páez             | 16 de julio | 18:15    |
| Mineros de Guayana    | 1 - 1     | Metropolitanos          | CTE Cachamay                  | 16 de julio | 20:30    |
| Equipo libre: Monagas |           |                         |                               |             |          |

| Fecha 20                          | Fecha 20  | Fecha 20            | Fecha 20                | Fecha 20    | Fecha 20 |
| Local                             | Resultado | Visitante           | Estadio                 | Fecha       | Hora     |
| --------------------------------- | --------- | ------------------- | ----------------------- | ----------- | -------- |
| Metropolitanos                    | 1 - 0     | Angostura           | Olímpico de la UCV      | 21 de julio | 17:00    |
| Zamora                            | 0 - 0     | Rayo Zuliano        | Agustín Tovar           | 21 de julio | 19:15    |
| Carabobo                          | 6 - 1     | Mineros de Guayana  | Misael Delgado          | 22 de julio | 16:00    |
| Estudiantes de Mérida             | 2 - 0     | Universidad Central | Metropolitano de Mérida | 22 de julio | 18:15    |
| Academia Puerto Cabello           | 2 - 0     | Monagas             | La Bombonerita          | 22 de julio | 20:30    |
| Caracas                           | 2 - 2     | Deportivo Táchira   | Olímpico de la UCV      | 23 de julio | 17:00    |
| Portuguesa                        | 1 - 0     | Hermanos Colmenárez | José Antonio Páez       | 23 de julio | 19:30    |
| Equipo libre: Deportivo La Guaira |           |                     |                         |             |          |

| Fecha 21                        | Fecha 21  | Fecha 21                | Fecha 21                | Fecha 21    | Fecha 21 |
| Local                           | Resultado | Visitante               | Estadio                 | Fecha       | Hora     |
| ------------------------------- | --------- | ----------------------- | ----------------------- | ----------- | -------- |
| Angostura                       | 1 - 2     | Deportivo La Guaira     | Ricardo Tulio Maya      | 27 de julio | 17:00    |
| Universidad Central             | 0 - 1     | Portuguesa              | Olímpico de la UCV      | 28 de julio | 16:00    |
| Monagas                         | 2 - 1     | Zamora                  | Monumental de Maturín   | 28 de julio | 18:15    |
| Hermanos Colmenárez             | 0 - 1     | Academia Puerto Cabello | Agustín Tovar           | 28 de julio | 20:30    |
| Rayo Zuliano                    | 0 - 0     | Carabobo                | José Encarnación Romero | 29 de julio | 16:00    |
| Mineros de Guayana              | 1 - 3     | Caracas                 | CTE Cachamay            | 29 de julio | 18:15    |
| Metropolitanos                  | 0 - 1     | Estudiantes de Mérida   | Olímpico de la UCV      | 29 de julio | 20:30    |
| Equipo libre: Deportivo Táchira |           |                         |                         |             |          |

| Fecha 22                   | Fecha 22  | Fecha 22            | Fecha 22                | Fecha 22    | Fecha 22 |
| Local                      | Resultado | Visitante           | Estadio                 | Fecha       | Hora     |
| -------------------------- | --------- | ------------------- | ----------------------- | ----------- | -------- |
| Zamora                     | 0 - 1     | Deportivo Táchira   | Agustín Tovar           | 4 de agosto | 19:00    |
| Estudiantes de Mérida      | 0 - 2     | Caracas             | Metropolitano de Mérida | 5 de agosto | 15:30    |
| Portuguesa                 | 1 - 2     | Monagas             | José Antonio Páez       | 5 de agosto | 18:15    |
| Deportivo La Guaira        | 1 - 1     | Mineros de Guayana  | Olímpico de la UCV      | 5 de agosto | 21:00    |
| Carabobo                   | 2 - 2     | Metropolitanos      | Misael Delgado          | 6 de agosto | 15:30    |
| Academia Puerto Cabello    | 2 - 0     | Angostura           | La Bombonerita          | 6 de agosto | 18:15    |
| Universidad Central        | 2 - 1     | Hermanos Colmenárez | Olímpico de la UCV      | 6 de agosto | 21:00    |
| Equipo libre: Rayo Zuliano |           |                     |                         |             |          |

| Fecha 23                         | Fecha 23  | Fecha 23                | Fecha 23                      | Fecha 23     | Fecha 23 |
| Local                            | Resultado | Visitante               | Estadio                       | Fecha        | Hora     |
| -------------------------------- | --------- | ----------------------- | ----------------------------- | ------------ | -------- |
| Angostura                        | 1 - 1     | Universidad Central     | Ricardo Tulio Maya            | 11 de agosto | 16:00    |
| Deportivo La Guaira              | 2 - 1     | Academia Puerto Cabello | Olímpico de la UCV            | 11 de agosto | 19:00    |
| Rayo Zuliano                     | 1 - 1     | Metropolitanos          | José Encarnación Romero       | 12 de agosto | 15:30    |
| Caracas                          | 4 - 0     | Zamora                  | Olímpico de la UCV            | 12 de agosto | 18:10    |
| Monagas                          | 1 - 1     | Carabobo                | Monumental de Maturín         | 12 de agosto | 20:45    |
| Deportivo Táchira                | 1 - 1     | Portuguesa              | Polideportivo de Pueblo Nuevo | 13 de agosto | 16:00    |
| Hermanos Colmenárez              | 1 - 0     | Estudiantes de Mérida   | Agustín Tovar                 | 13 de agosto | 18:40    |
| Equipo libre: Mineros de Guayana |           |                         |                               |              |          |

| Fecha 24                | Fecha 24  | Fecha 24            | Fecha 24                | Fecha 24     | Fecha 24 |
| Local                   | Resultado | Visitante           | Estadio                 | Fecha        | Hora     |
| ----------------------- | --------- | ------------------- | ----------------------- | ------------ | -------- |
| Carabobo                | 1 - 0     | Hermanos Colmenárez | Misael Delgado          | 18 de agosto | 16:00    |
| Universidad Central     | 1 - 2     | Deportivo Táchira   | Olímpico de la UCV      | 18 de agosto | 18:40    |
| Estudiantes de Mérida   | 1 - 1     | Monagas             | Metropolitano de Mérida | 19 de agosto | 15:00    |
| Academia Puerto Cabello | 2 - 0     | Mineros de Guayana  | La Bombonerita          | 19 de agosto | 17:40    |
| Zamora                  | 2 - 1     | Deportivo La Guaira | Agustín Tovar           | 19 de agosto | 20:20    |
| Metropolitanos          | 2 - 2     | Caracas             | Olímpico de la UCV      | 20 de agosto | 16:40    |
| Portuguesa              | 1 - 2     | Rayo Zuliano        | José Antonio Páez       | 20 de agosto | 19:15    |
| Equipo libre: Angostura |           |                     |                         |              |          |

| Fecha 25                | Fecha 25  | Fecha 25              | Fecha 25                      | Fecha 25     | Fecha 25 |
| Local                   | Resultado | Visitante             | Estadio                       | Fecha        | Hora     |
| ----------------------- | --------- | --------------------- | ----------------------------- | ------------ | -------- |
| Angostura               | 0 - 0     | Hermanos Colmenárez   | Ricardo Tulio Maya            | 25 de agosto | 16:00    |
| Academia Puerto Cabello | 0 - 0     | Carabobo              | La Bombonerita                | 25 de agosto | 18:40    |
| Deportivo Táchira       | 2 - 0     | Metropolitanos        | Polideportivo de Pueblo Nuevo | 26 de agosto | 15:00    |
| Deportivo La Guaira     | 2 - 2     | Portuguesa            | Olímpico de la UCV            | 26 de agosto | 17:40    |
| Mineros de Guayana      | 1 - 2     | Zamora                | CTE Cachamay                  | 26 de agosto | 20:20    |
| Rayo Zuliano            | 2 - 1     | Estudiantes de Mérida | José Encarnación Romero       | 27 de agosto | 15:30    |
| Monagas                 | 1 - 0     | Universidad Central   | Monumental de Maturín         | 27 de agosto | 20:45    |
| Equipo libre: Caracas   |           |                       |                               |              |          |

| Fecha 26              | Fecha 26  | Fecha 26                | Fecha 26                | Fecha 26        | Fecha 26 |
| Local                 | Resultado | Visitante               | Estadio                 | Fecha           | Hora     |
| --------------------- | --------- | ----------------------- | ----------------------- | --------------- | -------- |
| Carabobo              | 1 - 1     | Angostura               | Misael Delgado          | 1 de septiembre | 16:00    |
| Universidad Central   | 2 - 0     | Mineros de Guayana      | Olímpico de la UCV      | 1 de septiembre | 18:40    |
| Estudiantes de Mérida | 2 - 1     | Deportivo La Guaira     | Metropolitano de Mérida | 2 de septiembre | 15:00    |
| Portuguesa            | 1 - 1     | Caracas                 | José Antonio Páez       | 2 de septiembre | 17:40    |
| Metropolitanos        | 2 - 1     | Academia Puerto Cabello | Olímpico de la UCV      | 2 de septiembre | 20:20    |
| Rayo Zuliano          | 1 - 2     | Deportivo Táchira       | José Encarnación Romero | 3 de septiembre | 15:30    |
| Hermanos Colmenárez   | 2 - 1     | Monagas                 | Agustín Tovar           | 3 de septiembre | 18:10    |
| Equipo libre: Zamora  |           |                         |                         |                 |          |

| Fecha 27                            | Fecha 27  | Fecha 27            | Fecha 27                      | Fecha 27         | Fecha 27 |
| Local                               | Resultado | Visitante           | Estadio                       | Fecha            | Hora     |
| ----------------------------------- | --------- | ------------------- | ----------------------------- | ---------------- | -------- |
| Angostura                           | 2 - 0     | Monagas             | Ricardo Tulio Maya            | 15 de septiembre | 17:00    |
| Deportivo La Guaira                 | 2 - 2     | Hermanos Colmenárez | Olímpico de la UCV            | 15 de septiembre | 19:40    |
| Mineros de Guayana                  | 1 - 0     | Rayo Zuliano        | CTE Cachamay                  | 16 de septiembre | 15:00    |
| Zamora                              | 4 - 1     | Metropolitanos      | Agustín Tovar                 | 16 de septiembre | 17:40    |
| Caracas                             | 0 - 0     | Universidad Central | Olímpico de la UCV            | 16 de septiembre | 20:20    |
| Deportivo Táchira                   | 1 - 0     | Carabobo            | Polideportivo de Pueblo Nuevo | 17 de septiembre | 17:00    |
| Academia Puerto Cabello             | 4 - 1     | Portuguesa          | La Bombonerita                | 17 de septiembre | 19:40    |
| Equipo libre: Estudiantes de Mérida |           |                     |                               |                  |          |

| Fecha 28               | Fecha 28  | Fecha 28                | Fecha 28                | Fecha 28         | Fecha 28 |
| Local                  | Resultado | Visitante               | Estadio                 | Fecha            | Hora     |
| ---------------------- | --------- | ----------------------- | ----------------------- | ---------------- | -------- |
| Hermanos Colmenárez    | 0 - 0     | Caracas                 | Agustín Tovar           | 22 de septiembre | 17:00    |
| Estudiantes de Mérida  | 2 - 2     | Zamora                  | Metropolitano de Mérida | 22 de septiembre | 19:40    |
| Rayo Zuliano           | 2 - 1     | Angostura               | José Encarnación Romero | 23 de septiembre | 15:00    |
| Universidad Central    | 2 - 3     | Academia Puerto Cabello | Olímpico de la UCV      | 23 de septiembre | 17:40    |
| Portuguesa             | 2 - 0     | Mineros de Guayana      | José Antonio Páez       | 23 de septiembre | 20:20    |
| Metropolitanos         | 2 - 2     | Deportivo La Guaira     | Olímpico de la UCV      | 24 de septiembre | 16:30    |
| Monagas                | 1 - 2     | Deportivo Táchira       | Monumental de Maturín   | 24 de septiembre | 19:00    |
| Equipo libre: Carabobo |           |                         |                         |                  |          |

| Fecha 29                     | Fecha 29  | Fecha 29              | Fecha 29                      | Fecha 29         | Fecha 29 |
| Local                        | Resultado | Visitante             | Estadio                       | Fecha            | Hora     |
| ---------------------------- | --------- | --------------------- | ----------------------------- | ---------------- | -------- |
| Rayo Zuliano                 | 0 - 0     | Caracas               | José Encarnación Romero       | 30 de septiembre | 15:30    |
| Deportivo Táchira            | 1 - 0     | Hermanos Colmenárez   | Polideportivo de Pueblo Nuevo | 30 de septiembre | 15:30    |
| Angostura                    | 1 - 2     | Portuguesa            | Ricardo Tulio Maya            | 30 de septiembre | 15:30    |
| Deportivo La Guaira          | 0 - 0     | Universidad Central   | Olímpico de la UCV            | 30 de septiembre | 15:30    |
| Academia Puerto Cabello      | 1 - 0     | Estudiantes de Mérida | La Bombonerita                | 30 de septiembre | 15:30    |
| Mineros de Guayana           | 2 - 1     | Monagas               | CTE Cachamay                  | 30 de septiembre | 15:30    |
| Zamora                       | 0 - 2     | Carabobo              | Agustín Tovar                 | 30 de septiembre | 15:30    |
| Equipo libre: Metropolitanos |           |                       |                               |                  |          |

| Fecha 30                 | Fecha 30  | Fecha 30                | Fecha 30                | Fecha 30     | Fecha 30 |
| Local                    | Resultado | Visitante               | Estadio                 | Fecha        | Hora     |
| ------------------------ | --------- | ----------------------- | ----------------------- | ------------ | -------- |
| Monagas                  | 2 - 2     | Deportivo La Guaira     | Monumental de Maturín   | 6 de octubre | 16:00    |
| Hermanos Colmenárez      | 0 - 2     | Zamora                  | Agustín Tovar           | 6 de octubre | 16:00    |
| Mineros de Guayana       | 1 - 2     | Angostura               | CTE Cachamay            | 6 de octubre | 16:00    |
| Universidad Central      | 3 - 2     | Metropolitanos          | Olímpico de la UCV      | 7 de octubre | 15:30    |
| Rayo Zuliano             | 1 - 0     | Academia Puerto Cabello | José Encarnación Romero | 7 de octubre | 15:30    |
| Estudiantes de Mérida    | 1 - 3     | Deportivo Táchira       | Metropolitano de Mérida | 8 de octubre | 10:00    |
| Carabobo                 | 1 - 1     | Caracas                 | Misael Delgado          | 8 de octubre | 18:00    |
| Equipo libre: Portuguesa |           |                         |                         |              |          |

## Fase Final

### Clasificación
| Pos. | Equipo                  | Pts. | PJ | G | E | P | GF | GC | Dif. | Clasificación                                         |
| ---- | ----------------------- | ---- | -- | - | - | - | -- | -- | ---- | ----------------------------------------------------- |
| 1    | Deportivo Táchira       | 12   | 6  | 3 | 3 | 0 | 8  | 3  | +5   | Final absoluta y Fase de grupos de Copa Libertadores. |
| 2    | Caracas                 | 9    | 6  | 2 | 3 | 1 | 5  | 4  | +1   | Final absoluta y Fase de grupos de Copa Libertadores. |
| 3    | Portuguesa              | 6    | 6  | 1 | 3 | 2 | 6  | 9  | −3   | Fase 2 de la Copa Libertadores.                       |
| 4    | Academia Puerto Cabello | 3    | 6  | 0 | 3 | 3 | 3  | 6  | −3   | Fase 1 de la Copa Libertadores.                       |

 Fuente: Liga FutVe

### Evolución de la clasificación
| Equipo / Fecha          | 1 | 2 | 3 | 4 | 5 | 6 |
| ----------------------- | - | - | - | - | - | - |
| Deportivo Táchira       | 4 | 1 | 1 | 1 | 1 | 1 |
| Caracas                 | 3 | 3 | 2 | 2 | 2 | 2 |
| Portuguesa              | 2 | 4 | 4 | 3 | 3 | 3 |
| Academia Puerto Cabello | 1 | 2 | 3 | 4 | 4 | 4 |

### Resultados
- Los horarios corresponden al huso horario de Venezuela (UTC-4).

| Caracas    | 0 - 0 | Deportivo Táchira       | Olímpico de la UCV | 21 de octubre | 17:00 |
| Portuguesa | 1 - 1 | Academia Puerto Cabello | José Antonio Páez  | 21 de octubre | 19:30 |

| Academia Puerto Cabello | 0 - 0 | Caracas    | La Bombonerita                | 25 de octubre | 17:00 |
| Deportivo Táchira       | 3 - 0 | Portuguesa | Polideportivo de Pueblo Nuevo | 25 de octubre | 19:30 |

| Caracas                 | 2 - 0 | Portuguesa        | Olímpico de la UCV | 29 de octubre | 17:00 |
| Academia Puerto Cabello | 0 - 1 | Deportivo Táchira | La Bombonerita     | 29 de octubre | 19:30 |

| Portuguesa        | 3 - 1 | Caracas                 | José Antonio Páez             | 4 de noviembre | 17:00 |
| Deportivo Táchira | 2 - 1 | Academia Puerto Cabello | Polideportivo de Pueblo Nuevo | 4 de noviembre | 19:30 |

| Caracas    | 1 - 0 | Academia Puerto Cabello | Olímpico de la UCV | 8 de noviembre | 18:45 |
| Portuguesa | 1 - 1 | Deportivo Táchira       | José Antonio Páez  | 8 de noviembre | 18:45 |

| Deportivo Táchira       | 1 - 1 | Caracas    | Polideportivo de Pueblo Nuevo | 12 de noviembre | 17:00 |
| Academia Puerto Cabello | 1 - 1 | Portuguesa | La Bombonerita                | 12 de noviembre | 17:00 |

## Final absoluta
| 25 de noviembre | Deportivo Táchira                 | 1 – 1 (t. s.)(4 – 1 p.)    | Caracas                       | Polideportivo de Pueblo Nuevo, San Cristóbal |                                             |
| 17:00 (UTC-4)   | Castillo 84'                      | Reporte                    | Ortega 90+1'                  | Árbitro(s): Jesús Valenzuela VAR: Juan Soto  | Árbitro(s): Jesús Valenzuela VAR: Juan Soto |
|                 |                                   | Tiros desde el punto penal |                               |                                              |                                             |
|                 | - Ritacco - Cova - García - Vivas |                            | - Jiménez - González - Ortega |                                              |                                             |

|                                       |
| Bandera de Venezuela                  |
| Campeón Deportivo Táchira 10.º título |

## Clasificación a torneos Conmebol

### Copa Libertadores 2024
| Equipo                  | Clasificado como | Método de clasificación          |
| ----------------------- | ---------------- | -------------------------------- |
| Deportivo Táchira       | Venezuela 1      | Campeón de la Liga FUTVE 2023    |
| Caracas                 | Venezuela 2      | Subcampeón de la Liga FUTVE 2023 |
| Portuguesa              | Venezuela 3      | 3.° lugar de la Liga FUTVE 2023  |
| Academia Puerto Cabello | Venezuela 4      | 4.° lugar de la Liga FUTVE 2023  |

### Copa Sudamericana 2024
| Equipo              | Clasificado como | Método de clasificación         |
| ------------------- | ---------------- | ------------------------------- |
| Carabobo            | Venezuela 1      | 5.° lugar de la Liga FUTVE 2023 |
| Deportivo La Guaira | Venezuela 2      | 6.° lugar de la Liga FUTVE 2023 |
| Metropolitanos      | Venezuela 3      | 7.° lugar de la Liga FUTVE 2023 |
| Rayo Zuliano        | Venezuela 4      | 8.° lugar de la Liga FUTVE 2023 |

## Datos y estadísticas

### Récords
- Primer gol de la temporada: Anotado por César Martínez, para el Zamora contra Hermanos Colmenárez (3 de febrero de 2023).
- Último gol de la temporada: Anotado por Bryant Ortega, para el Caracas contra Deportivo Táchira (25 de noviembre de 2023).
- Gol más rápido: Anotado a los 34 segundos por Saúl Guarirapa en el Caracas 1–1 Mineros de Guayana (16 de abril de 2023).
- Gol más tardío: Anotado a los 90+10 minutos por Juan Carlos Ortiz en el Zamora 0–2 Carabobo (30 de septiembre de 2023).
- Mayor número de goles marcados en un partido: 8 goles, Rayo Zuliano 4–4 Mineros de Guayana (26 de febrero de 2023), Deportivo La Guaira 5–3 Rayo Zuliano (6 de mayo de 2023).
- Partido con más espectadores: 38.276, en el Deportivo Táchira vs. Caracas (25 de noviembre de 2023).
- Mayor victoria local: Deportivo Táchira 5–0 Rayo Zuliano (4 de marzo de 2023), Estudiantes de Mérida 5–0 Angostura (6 de julio de 2023), Universidad Central 5–0 Zamora (14 de julio de 2023), Carabobo 6–1 Mineros de Guayana (22 de julio de 2023).
- Mayor victoria visitante: Zamora 1–5 Estudiantes de Mérida (19 de febrero de 2023), Mineros de Guayana 0–4 Deportivo Táchira (6 de mayo de 2023).

| Jugador           | G. | Club                    |
| ----------------- | -- | ----------------------- |
| Luifer Hernández  | 17 | Academia Puerto Cabello |
| Ade Oguns         | 12 | Caracas                 |
| Richard Blanco    | 11 | Portuguesa              |
| Franklin González | 9  | Hermanos Colmenárez     |
| Saúl Guarirapa    | 9  | Caracas                 |
| Ervin Zorrilla    | 9  | Estudiantes de Mérida   |
| Gonzalo Ritacco   | 8  | Deportivo Táchira       |
| Charlis Ortiz     | 8  | Metropolitanos          |
| Anthony Uribe     | 8  | Deportivo Táchira       |

| Datos actualizados a 25 de noviembre de 2023 según Transfermarkt. |

| Jugador         | A. | Part. | Prom. | Min. | M/A | Club                |
| --------------- | -- | ----- | ----- | ---- | --- | ------------------- |
| Ade Oguns       | 7  | 25    | 0.44  | 1142 | 163 | Caracas             |
| Danny Pérez     | 7  | 25    | 0.35  | 1039 | 173 | Puerto Cabello      |
| Robinson Flores | 7  | 13    | 0.31  | 1319 | 246 | Metropolitanos      |
| Carlos Sosa     | 6  | 24    | 0.5   | 473  | 118 | Carabobo            |
| Yerson Chacón   | 6  | 20    | 0.25  | 1434 | 359 | Deportivo Táchira   |
| Yuxer Requena   | 6  | 18    | 0.25  | 1289 | 322 | Zamora              |
| Gonzalo Ritacco | 6  | 23    | 0.25  | 1445 | 361 | Deportivo Táchira   |
| Daniel Saggiomo | 5  | 21    | 0.33  | 714  | 179 | Deportivo La Guaira |

| Datos actualizados a 25 de noviembre de 2023 según Besoccer. |